# Per sempre Alfredo de 2021
A 1.ª edição da clássica ciclista Per sempre Alfredo foi uma corrida em Itália que se celebrou a 21 de março de 2021 com início na cidade de Florença e final na cidade de Sesto Fiorentino sobre um percurso de 162 quilómetros.
A corrida fez parte do UCI Europe Tour de 2021, calendário ciclístico dos Circuitos Continentais da UCI, dentro da categoria 1.1 e foi vencida pelo italiano Matteo Moschetti do Trek-Segafredo. Completaram o pódio, como segundo e terceiro classificado respectivamente, o espanhol Mikel Aristi do Euskaltel-Euskadi e o também italiano Samuele Zambelli de sua selecção nacional.

## Equipas participantes
Tomaram parte na corrida 20 equipas: 2 de categoria UCI WorldTeam, 7 de categoria UCI ProTeam, 10 de categoria Continental; e a selecção nacional de Itália. Formaram assim um pelotão de 134 ciclistas dos que acabaram 113. As equipas participantes foram:
| Equipes WorldTeam (2)- Team DSM - Trek-Segafredo Equipes ProTeam (7)- Androni Giocattoli-Sidermec - Bardiani CSF Faizanè - Caja Rural-Seguros RGA - Eolo-Kometa - Euskaltel-Euskadi - Gazprom-RusVelo - Vini Zabù Equipes Continentais (10)- Amore & Vita-Prodir - Beltrami TSA-Tre Colli - General Store Essegibi F.lli Curia - Giotti Victoria-Savini Due - Global 6 Cycling - Mg.k Vis VPM - Team Colpack-Ballan - Team Qhubeka - Work Service-Marchiol-Dynatek - Zalf Euromobil Fior Equipe nacional- Itália |
| |

## Classificação final
- As classificações finalizaram da seguinte forma:[3]

| \| Classificação geral \| Classificação geral \| Classificação geral \| Classificação geral \| Classificação geral \| \| Ciclista \| Ciclista \| Equipe \| Tempo \| \| \| ------------------- \| ------------------- \| --------------------------- \| ------------------- \| ------------------- \| \| 1. \| Matteo Moschetti \| Trek-Segafredo \| 3h48m10s \| \| \| 2. \| Mikel Aristi \| Euskaltel-Euskadi \| + 0s \| \| \| 3. \| Samuele Zambelli \| Itália \| + 0s \| \| \| 4. \| Jon Aberasturi \| Caja Rural-Seguros RGA \| + 0s \| \| \| 5. \| Luca Colnaghi \| Itália \| + 0s \| \| \| 6. \| Giovanni Lonardi \| Bardiani CSF Faizanè \| + 0s \| \| \| 7. \| Stefano Gandin \| Zalf Euromobil Fior \| + 0s \| \| \| 8. \| Tommaso Nencini \| Itália \| + 0s \| \| \| 9. \| Natnael Tesfatsion \| Androni Giocattoli-Sidermec \| + 0s \| \| \| 10. \| Marius Mayrhofer \| Team DSM \| + 0s \| \| |                    |                             |          |
| |                    |                             |          |
| Fonte: ProCyclingStats |                    |                             |          |
| Classificação geral |                    |                             |          |
| Ciclista | Ciclista           | Equipe                      | Tempo    |
| 1. | Matteo Moschetti   | Trek-Segafredo              | 3h48m10s |
| 2. | Mikel Aristi       | Euskaltel-Euskadi           | + 0s     |
| 3. | Samuele Zambelli   | Itália                      | + 0s     |
| 4. | Jon Aberasturi     | Caja Rural-Seguros RGA      | + 0s     |
| 5. | Luca Colnaghi      | Itália                      | + 0s     |
| 6. | Giovanni Lonardi   | Bardiani CSF Faizanè        | + 0s     |
| 7. | Stefano Gandin     | Zalf Euromobil Fior         | + 0s     |
| 8. | Tommaso Nencini    | Itália                      | + 0s     |
| 9. | Natnael Tesfatsion | Androni Giocattoli-Sidermec | + 0s     |
| 10. | Marius Mayrhofer   | Team DSM                    | + 0s     |

## UCI World Ranking
O Per sempre Alfredo outorgou pontos para o UCI World Ranking para corredores das equipas nas categorias UCI WorldTeam, UCI ProTeam e Continental. As seguintes tabelas mostram o barómetro de pontuação e os 10 corredores que obtiveram mais pontos:
| Posição   | 1.º | 2.º | 3.º | 4.º | 5.º | 6.º | 7.º | 8.º | 9.º | 10.º | 11.º | 12.º | 13.º-15.º | 16.º-25.º |
| Pontuação | 125 | 85  | 70  | 60  | 50  | 40  | 35  | 30  | 25  | 20   | 15   | 10   | 5         | 3         |

| Classificação |                    |                             |        |
| Posição       | Ciclista           | Equipa                      | Pontos |
| ------------- | ------------------ | --------------------------- | ------ |
| 1.º           | Matteo Moschetti   | Trek-Segafredo              | 125    |
| 2.º           | Mikel Aristi       | Euskaltel-Euskadi           | 85     |
| 3.º           | Samuele Zambelli   | Itália                      | 70     |
| 4.º           | Jon Aberasturi     | Caja Rural-Seguros RGA      | 60     |
| 5.º           | Luca Colnaghi      | Itália                      | 50     |
| 6.º           | Giovanni Lonardi   | Bardiani-CSF-Faizanè        | 40     |
| 7.º           | Stefano Gandin     | Zalf Euromobil Fior         | 35     |
| 8.º           | Tommaso Nencini    | Itália                      | 30     |
| 9.º           | Natnael Tesfatsion | Androni Giocattoli-Sidermec | 25     |
| 10.º          | Marius Mayrhofer   | DSM                         | 20     |